# Powersville
Powersville és una població dels Estats Units a l'estat de Missouri. Segons el cens del 2000 tenia 86 habitants.

## Demografia
Segons el cens del 2000, Powersville tenia 86 habitants, 41 habitatges, i 27 famílies. La densitat de població era de 59,3 habitants per km².
Dels 41 habitatges en un 26,8% hi vivien nens de menys de 18 anys, en un 53,7% hi vivien parelles casades, en un 4,9% dones solteres, i en un 34,1% no eren unitats familiars. En el 34,1% dels habitatges hi vivien persones soles el 22% de les quals corresponia a persones de 65 anys o més que vivien soles. El nombre mitjà de persones vivint en cada habitatge era de 2,1 i el nombre mitjà de persones que vivien en cada família era de 2,56.
Per edats la població es repartia de la següent manera: un 23,3% tenia menys de 18 anys, un 2,3% entre 18 i 24, un 29,1% entre 25 i 44, un 25,6% de 45 a 60 i un 19,8% 65 anys o més.
L'edat mediana era de 39 anys. Per cada 100 dones de 18 o més anys hi havia 94,1 homes.
La renda mediana per habitatge era de 25.750 $ i la renda mediana per família de 28.958 $. Els homes tenien una renda mediana de 29.375 $ mentre que les dones 7.500 $. La renda per capita de la població era de 13.795 $. Cap de les famílies i el 6,8% de la població estaven per davall del llindar de pobresa.

## Poblacions més properes
El següent diagrama mostra les poblacions més properes.